# American Assassin
American Assassin és una pel·lícula de thriller d'acció estatunidenca del 2017 dirigida per Michael Cuesta i protagonitzada per Dylan O'Brien, Michael Keaton, Sanaa Lathan, Shiva Negar i Taylor Kitsch. Escrita per Stephen Schiff, Michael Finch, Edward Zwick i Marshall Herskovitz, la pel·lícula es basa en la novel·la homònima de Vince Flynn del 2010. La història se centra en el jove recluta d'operacions encobertes de la CIA, Mitch Rapp, que ajuda un veterà de la Guerra Freda a intentar aturar la detonació d'una arma nuclear fora de control. S'ha doblat i subtitulat al català.
Es va estrenar als Estats Units el 15 de setembre de 2017 i va recaptar més de 67 milions de dòlars a tot el món. Va rebre crítiques en diversos sentits, que van descriure la trama com a clixé i mancada d'emoció.
El rodatge principal va tenir lloc entre setembre i desembre de 2016 a Londres, Roma i Phuket, amb filmacions addicionals a La Valletta, Y Barri (Gal·les) i Birmingham.